# Apidologie

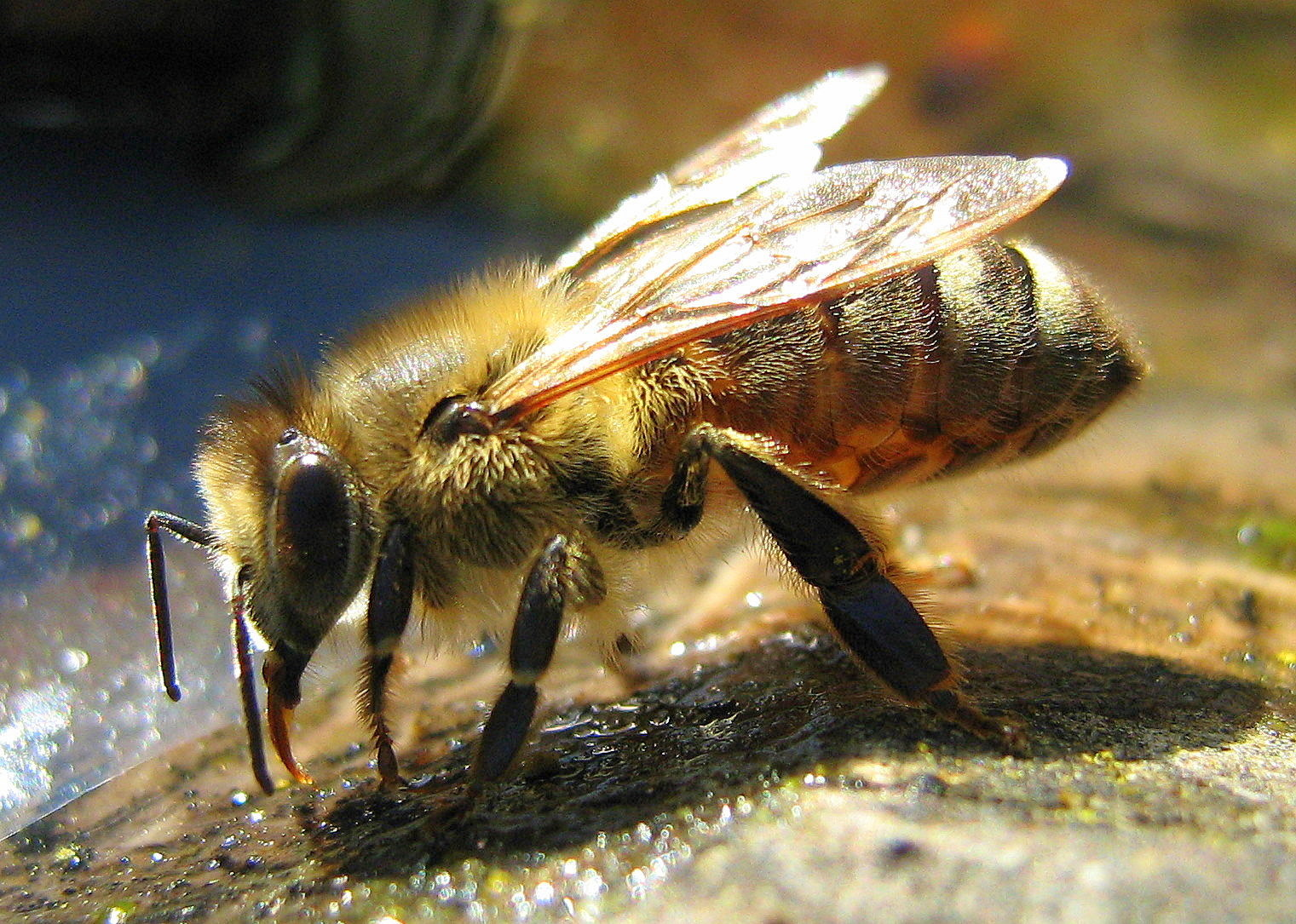
Včela medonosná

Apidologie (apis – včela, logos – slovo, také melitologie) je vědní obor o včele medonosné. Osoba zabývající se apidologií se nazývá apidolog.
Významnými součástmi apidologie jsou anatomie, fyziologie, patologie, taxonomie a morfologie včely medonosné. V rámci fyziologie včely se vyvinula ještě behaviorologie, která se zabývá studiem chování včel v různých podmínkách a etologie, která studuje životní projevy včely (jako jsou instinkty, zvyky a celkový způsob života včel).